# 天主教卡米納教區
天主教卡米納教區（拉丁語：Dioecesis Kaminaënsis）是剛果民主共和國一個羅馬天主教教區，屬盧本巴希總教區。
教區的前身是盧盧阿-中加丹加宗座監牧區，成立於1922年7月18日，1934年3月26日升為代牧區。1948年7月8日易名為盧盧阿宗座代牧區。1959年11月30日升為教區並易名至今。
教區位於該國東南部加丹加省西北部。2011年有教友238,871人（佔轄區總人口28.4%）、廿八個堂區、四十六名司鐸。現任教區主教為讓-阿納托爾·卡拉拉·卡塞巴。